# 特立尼達鈎鯰
特立尼達鈎鯰，為輻鰭魚綱鯰形目甲鯰科的其中一種，為熱帶淡水魚，分布於中美洲千里達及托巴哥淡水流域，體長可達7.7公分，棲息在底層水域，生活習性不明。

## 扩展阅读
維基物種上的相關：特立尼達鈎鯰